# بولوکوهوتنا
بولوکوهوتنا (به لاتین: Bulukohotenna) یک منطقهٔ مسکونی در سری‌لانکا است که در استان مرکزی (سری‌لانکا) واقع شده‌است.